# Plas Newydd

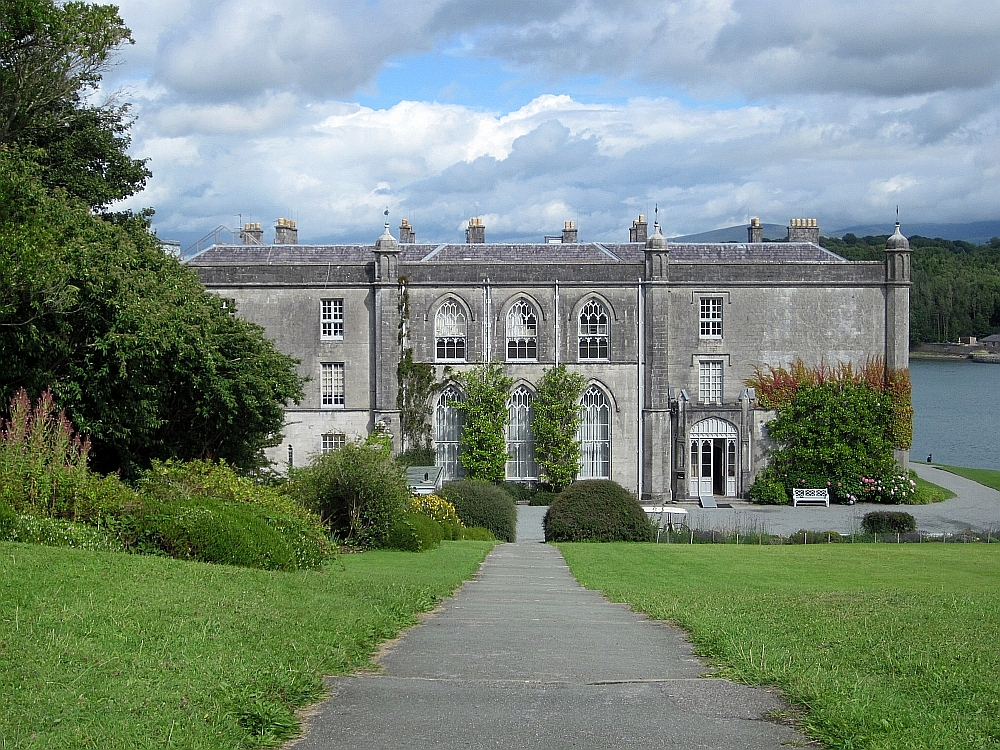
Plas Newydd auf Anglesey in Wales

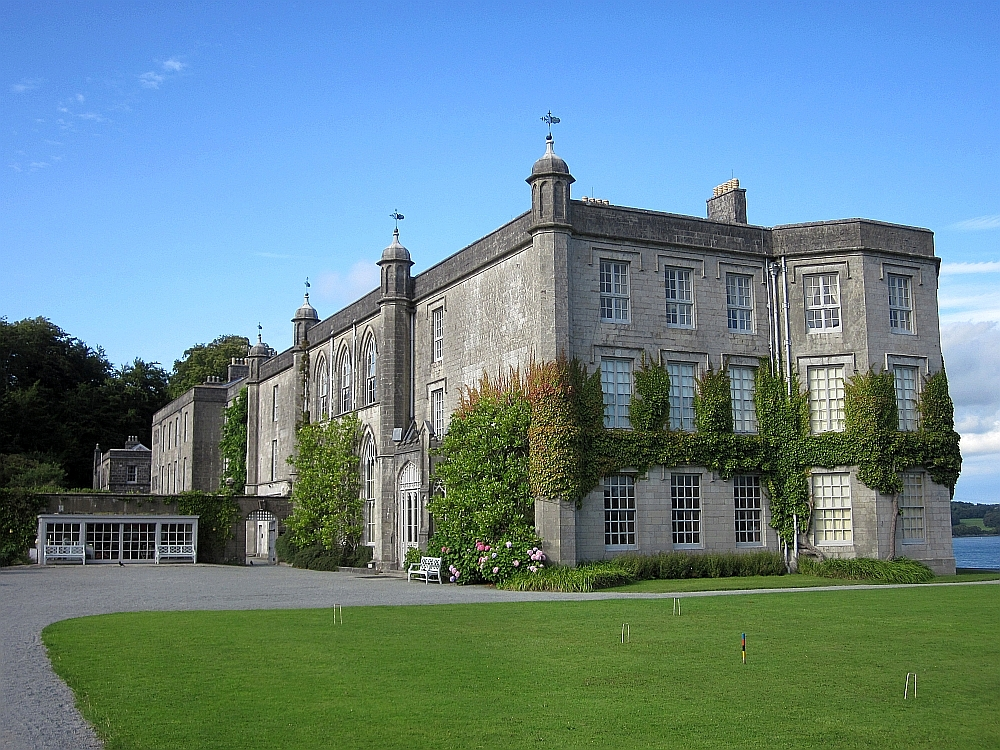
Südansicht

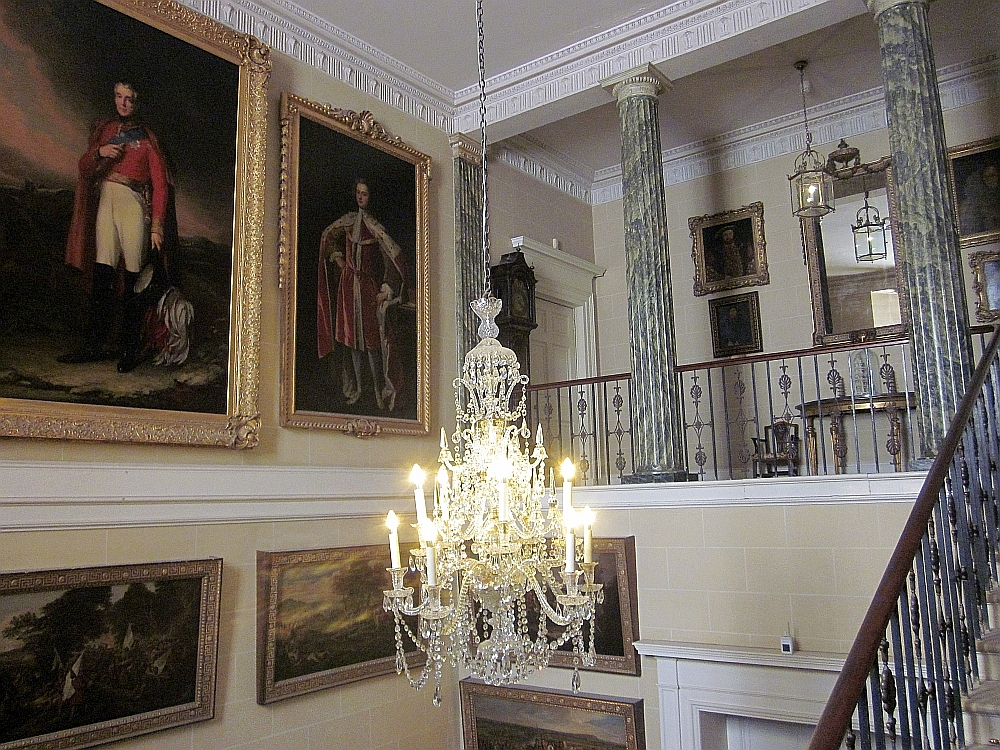
Treppenhaus

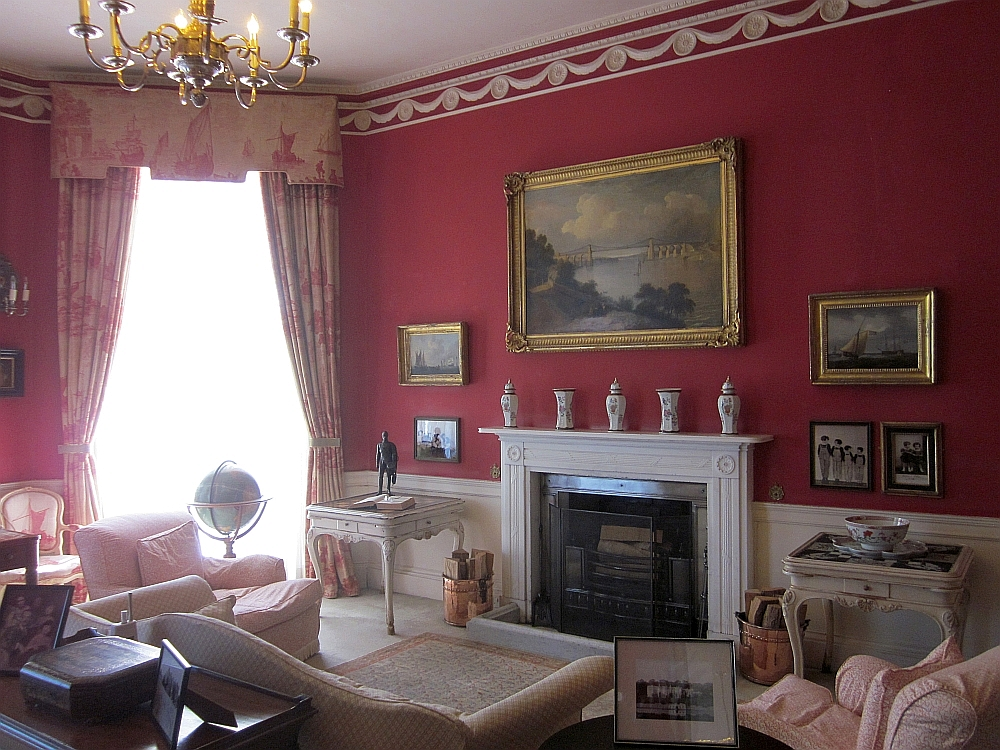
Wohnzimmer

Plas Newydd (walisisch für Neuer Palast) ist der Landsitz des Marquess of Anglesey. Das Haus liegt in der Nähe von Llanfairpwllgwyngyll auf der Insel Anglesey in Wales am Ufer der Menai Strait mit Blick auf Snowdonia.

## Geschichte
Der älteste Teil des Hauses, die große Halle mit symmetrischen Eingängen an beiden Enden, stammt wahrscheinlich aus dem 14. Jahrhundert. Später wurde das Haus in Richtung der Menai Strait erweitert und zwei Türme wurden hinzugefügt. Urkundlich gesichert ist, dass im 15. Jahrhundert die wohlhabende Familie Griffith, die ihren Hauptsitz auf Penrhyn Castle bei Bangor hatte und die wichtigsten Ländereien auf Anglesey besaß, Besitzer von Plas Newydd war. Gwilym ap Griffith hatte damals Morfydd geheiratet, die Tochter des Goronwy ap Tudur von Penmynydd und Verwandte von König Heinrich VII. 1553 heiratete ihre Nachfahrin Ellen Griffith Sir Nicholas Bagenal, Marschall der Armee in Irland. Deren Enkelin Ann heiratete den Bischof von Bangor, Sir Lewis Bayly, der auch Erzieher und Seelsorger der beiden Söhne von König James I. war. Ihr Sohn Nicholas Bayly war Gentleman der Kammer von König Charles II. und Gouverneur von Galway und Arran. Dessen Sohn Edward Bayly wurde 1730 der Titel Baronet verliehen. 
Das Anwesen erlangte große Bedeutung, als Edwards Sohn, Sir Nicholas Bayly (1707–1782), Caroline Paget heiratete, die von Beaudesert Hall in Staffordshire stammte. Ihr Vorfahr William Paget, 1. Baron Paget of Beaudesert war einer der wichtigsten Berater von König Heinrich VIII. Von diesem Zeitpunkt an bewohnte die Familie abwechselnd ihre Besitzungen in Beaudesert und Anglesey. Sohn Henry Bayly (1744–1812) wurde durch die Linie mütterlicherseits 9. Baron Paget und 1. Earl of Uxbridge. Unter seiner Leitung wurde das Aussehen von Plas Newydd grundlegend verändert. Maßgebender Architekt war James Wyatt, der das Gebäude im neogotischen Stil umgestaltete, sodass es im Wesentlichen sein heutiges Aussehen erhielt.
Henry Bayly heiratete Jane Champagne (1746–1817). Als ihr Sohn Henry William (1768–1854) geboren wurde, nahm die Familie den Namen Paget an. In der Schlacht bei Waterloo zeichnete sich Henry William Paget als der zweite Mann nach Wellington aus. Gegen Ende der Schlacht erlitt er so schwere Verletzungen, dass ihm sein rechtes Bein amputiert werden musste. Für seinen Einsatz wurde er zum Marquess of Anglesey erhoben. Sein Bruder General Sir Edward Paget verlor bei Kämpfen in Spanien unter dem Kommando von Wellington einen Arm. 
Henry Paget (1797–1869) war Lord Chamberlain of the Household von Queen Victoria und folgte später seinem Vater als 2. Marquess of Anglesey. Seine Söhne Henry William George Paget (1821–1880) und Henry Paget (1835–1898) wurden der 3. und 4. Marquess of Anglesey. Henry Cyril Paget, der 5. Marquess of Anglesey (1875–1905), der sehr verschwenderisch lebte, wandelte die Kapelle des Hauses in ein Theater um und unterhielt seine eigene Theatergruppe. Er selbst spielte oft die Hauptrolle, wobei seine extravaganten Kostüme sehr kostspielig waren. Er tourte mit seinen Aufführungen durch das Vereinigte Königreich und auf dem Kontinent. 1898 heiratete er Lilian Florence Maud Chetwynd (1876–1962), aber die Ehe war nicht von Dauer und wurde nach zwei Jahren geschieden. Später musste er aufgrund seines geldintensiven Lebenswandels Konkurs über eine halbe Million £, heute etwa 60.000.000 £, anmelden. Henry Cyril Paget starb 1905 in Monte Carlo in Anwesenheit seiner Ex-Frau. 
Henry Cyril Pagets Cousin Charles Henry Alexander Paget (1885–1947) wurde der 6. Marquess of Anglesey. Um die Zahlungsfähigkeit der Familie wiederherzustellen, musste er zahlreiche Möbel verkaufen. Er heiratete Victoria Marjorie Harriet Manners (1883–1946), eine Tochter von Henry Manners, 8. Duke of Rutland. Der einzige Sohn George Charles Henry Victor Paget (1922–2013) wurde der 7. Marquess of Anglesey. In den 1930er Jahren wurde Beaudesert Hall verkauft und Plas Newydd zum einzigen Hauptwohnsitz der Familie Paget. Der 6. Marquess führte die letzten großen Veränderungen am Gebäude aus, indem er Zinnen auf dem Dach anbringen ließ, das Theater zurückbaute, drei Zimmer der Dienerschaft zu einem Esszimmer zusammenfasste und einen Innenhof überdachte, um neue Räumlichkeiten für die Dienerschaft bereitzustellen.
1948 heiratete der 7. Marquess Elizabeth Shirley Vaughan Morgan (1924–2017). Da er im Zweiten Weltkrieg gedient hatte und ein kenntnisreicher Militärhistoriker war, vermietete er 1953 die weitläufigen Stallungen und einen Teil des Hauses als Marine-Ausbildungsstätte, die 1974 geschlossen wurde. Die Räume verwendet nun das Cheshire County Council für kurzfristige Bildungsangebote. 1976 übergab der 7. Marquess das 169 Hektar große Anwesen an den National Trust. Er zog mit seiner Familie in das oberste Stockwerk und wohnte dort bis zu seinem Lebensende. Die ehemaligen Privaträume in den unteren Stockwerken können heute besichtigt werden. Der aktuelle Marquess of Anglesey ist Charles Alexander Vaughan Paget (* 1950), der Sohn des verstorbenen 7. Marquess. Die Familie besitzt weiterhin das Wohnrecht für das Obergeschoss.
Auf dem Anwesen befinden sich auch die Dolmen von Plas Newydd.

## Ausstellungen
Das Haus ist heute für die Öffentlichkeit zugänglich und beherbergt eine Ausstellung des Malers Rex Whistler, der ein enger Freund des 6. Marquess und dessen Familie war. Sein mit 17,5 Meter Länge größtes angefertigtes Wandbild, das Whistler Mural, befindet sich im Speisesaal des Hauses. Rex Whistler wurde während des Zweiten Weltkriegs als Leutnant der Armee getötet, bevor er das Wandbild fertigstellen konnte. 
Eine weitere Ausstellung, die im Haus angesehen werden kann, zeichnet einige der Schlachten des 1. Marquess nach. Ausgestellt werden seine Medaillen und Auszeichnungen, die mit Blut bespritzte Hose, die er in der Schlacht von Waterloo trug, und eine seiner Prothesen, die das verlorene Bein ersetzte. Eine Sammlung von Uniformen und zeitgenössischen Gemälden ist ebenfalls zu sehen.